# Soft Vengeance
Soft Vengeance ist das 14. Studioalbum der Manfred Mann’s Earth Band, das 1996 veröffentlicht wurde.

## Inhalt
Das Album trug ursprünglich den Arbeitstitel The History Of Sexual Jealousy. Die Aufnahmen begannen im Januar 1992, aber es war ein langwieriger Prozess mit vielen Änderungen und Neuabmischungen über einen Zeitraum von 3,5 Jahren. Manfred Mann entdeckte, dass Lieder, die live gut ankamen, im Studio nicht dieselbe Wirkung erzielten. Ein Beispiel dafür ist das Lied Castles Burning, das trotz seiner kraftvollen Natur bei Live-Auftritten im Studio nicht die gewünschte emotionale Wirkung erzielte und letztendlich nicht auf dem Album erschien. Um die Spannung und das Drama erfolgreicher Live-Auftritte ins Studio zu übertragen, wurde der erfahrene Produzent Richard James Burgess hinzugezogen, obwohl letztendlich nur wenig von seiner Arbeit auf dem finalen Album veröffentlicht wurde.
Das Album enthält eine Mischung aus verschiedenen Musikstilen. Es beginnt mit Pleasure And Pain, gefolgt von einer Coverversion von Play With Fire der Rolling Stones. Weitere Stücke sind mit Shelter From The Storm in bewährter Earth Band Tradition erneut ein Titel von Bob Dylan, The Price I Pay von Robert Cray und Lieder des südafrikanischen Songwriters Cyril Schumann, von denen Miss You und Lose The Touch auf dem Album landeten.
Die Aufnahmen waren geprägt von einem ständigen Vor und Zurück. Im Sommer 1994 erhielt das Studio The Workhouse ein Band von Bobby Whitlock, der aus den USA nach England kam, um Gesangsparts aufzunehmen, die zwar nicht abgeschlossen wurden und dennoch im finalen Mix verwendet wurden. Chris Thompson überzeugte Mann davon, dass er der geeignetste Sänger für einige Tracks sei, und ersetzte einige Lead-Vocals, die ursprünglich von Noel McCalla gesungen wurden.
Das Album wurde schließlich in zwei Segmente unterteilt: Soft und Vengeance, beide endeten mit gesprochenen Stücken von Russell Hoban. Insgesamt waren die Herausforderungen bei der Produktion groß bei nur mäßigen Verkaufszahlen.

## Cover
Das Albumcover zeigt ein sehr klares, einfaches Design. In der Mitte des Covers ist ein gemaltes Bild von einer Schere, die dabei ist, eine orangefarbene Krawatte zu zerschneiden. Die Schere und die Krawatte liegen auf einem blauen Hemd. Darunter steht der Albumtitel in großen, klaren Buchstaben. Unter dem Titel steht der Name der Band. Der Hintergrund des gesamten Covers ist in einem sanften Gelbton gehalten.

## Titelliste
Soft:
1. Pleasure and Pain (Mike Chapman, Holly Knight) – 5:39
2. Play with Fire (Mick Jagger, Keith Richards) – 3:58
3. Nothing Ever Happens (Justin Currie) – 4:10
4. Shelter from the Storm (Bob Dylan) – 6:06
5. Tumbling Ball (Mark Spiro) – 5:35
6. The Price I Pay (Robert Cray, Dennis Walker) – 4:06
7. Lose the Touch (Cyril Schumann) – 3:31
8. Adults Only (Manfred Mann) – 3:36
9. Wherever Love Drops (Part One) (Mann, Russell Hoban) – 1:05

Vengeance:
1. The Complete History of Sexual Jealousy (Nick Currie) – 3:30
2. 99 lbs (Dannie Bryant) – 2:38
3. Miss You (Cyril Schumann) – 3:33
4. Nature of the Beast (Doc Neeson, Geoffrey Leib) – 4:35
5. Wherever Love Drops (Part Two) (Mann, Hoban, Anthony Moore) – 2:00

## Singleauskopplungen
Aus dem Album erschienen mit Nothing Ever Happens und Pleasure and Pain zwei offizielle Singleauskopplungen und mit Tumbling Ball eine Promo-Single. Mit Nothing Ever Happens platzierte sich eine dieser auf Rang 97 in den deutschen Singlecharts.
Nothing Ever Happens
1. Nothing Ever Happens (Radio Mix) (Currie) – 3:39
2. Nothing Ever Happens (TV Mix) (Currie) – 4:52
3. Shelter from the Storm (Bob Dylan) – 6:06
4. Adults Only (Instrumental) (Manfred Mann) – 3:36

Pleasure and Pain
1. Pleasure and Pain (Single Version) (Chapman, Knight) – 3:25
2. Pleasure and Pain (Radio Version) (Chapman, Knight) – 3:59
3. Pleasure and Pain (Alternate Mix) (Chapman, Knight) – 3:35
4. Lose the Touch (Schumann) – 3:33

Tumbling Ball
1. Tumbling Ball (Radio Mix) (Spiro) – 3:29
2. Tumbling Ball (Alternate Version) (Spiro) – 6:07
3. Lose the Touch (Schumann) – 3:31
4. Adults Only (Instrumental) (Mann) – 3:35

## Mitwirkende
Band
- Manfred Mann – Keyboard
- Clive Bunker, David Farmer – Schlagzeug
- Steve Kinch – Bass
- Mick Rogers – Gitarre, Gesang
- Chris Thompson, Noel McCalla – Gesang

Gastmusiker
- Tony Patler, Clem Clempson, Gary Farmer, Mitch Dalton – Gitarre
- Andy Pask, Tony Patler – Bass
- Gavin Harrison, Richard James Burgess, Richard Marcangelo – Schlagzeug
- Carole Kenyon, Diane Byrch, Janice Hoyte, Linda Taylor, Maggie Ryder, Stevie Lange – Begleitgesang
- Gary Sanctuary – Wurlitzer E-Piano
- Russell Hoban – Sprache

Produktion
- Manfred Mann, Richard James Burgess – Produzent
- Ian Tompson, Richard James Burgess – Toningenieur
- Ben Cape, Neil Douglas, Ray Mascarenas – Toningenieur (Assistenz)
- Burt Stafford Clarke – Mastering

## Rezeption

### Rezensionen
In Band 1 seiner Buchreihe Rock beschreibt das Magazin eclipsed das Album als „weder Fisch noch Fleisch“ (Walter Sehrer, Matthias Bergert, Marcus Wicker, Wolfram Porr: Rock – Das Gesamtwerk der größten Rock-Acts im Check: alle Alben, alle Songs (Teil 1)). Bemängelt werden zu viele mittelmäßige Nummern und ein verwaschener Sound. eclipsed vergibt für das Werk die zweitniedrigste Kategorie Verlegenheitskauf. Das Album landet in der Gesamtschau aller Manfred-Mann’s-Earth-Band-Alben hier auf dem vorletzten Platz 15.

### Chartplatzierungen
| ChartsChartplatzierungen | Höchstplatzierung | Wochen |
| ------------------------ | ----------------- | ------ |
| Deutschland (GfK)        | 65 (5 Wo.)        | 5      |